# Titiribí
Titiribí è un comune della Colombia facente parte del dipartimento di Antioquia.
Il centro abitato venne fondato da Benito del Río nel 1775, mentre l'istituzione del comune è del 1807.